# Isaac Adler
Isaac Adler (nacido en 1849 en Alzey, Alemania y fallecido en 1918 en Nueva York, Estados Unidos) fue un médico de nacionalidad alemana y de origen judío. Isaac Adler es principalmente conocido por su obra publicada en inglés Primary Malignant Growth of the Lung and Bronchi, a Pathological and Clinical Study. Siendo éste uno de los primeros estudios monográficos sobre cáncer de pulmón de la historia y una de las primeras referencias de extrema importancia sobre la que se asentaron las posteriores investigaciones de la década de los veinte y treinta sobre carcinoma pulmonar.
Sobre su biografía se conocen pocos datos, hijo del rabino Samuel Adler, nació en la localidad de Alzey, Alemania en 1849. En su infancia emigró con su familia a Estados Unidos en 1857, se graduó en el Columbia College en 1868. Posteriormente regresó a Europa y estudia medicina en las universidades de Heidelberg, Viena, Praga y Berlin, obteniendo la titulación de Doctor en Medicina en 1871 por la Universidad de Heidelberg. En su regreso a los Estados Unidos en 1874 contrajo matrimonio con Frieda Grumhaber. Décadas más tarde, en 1892, obtuvo el puesto de profesor de patología clínica del "New Yorker Policlinic School". Isaac Adler fue autor de diversos artículos e investigaciones médicas importantes a finales del siglo XIX y principios del XX.
A partir de 1938 se concedió un premio con su nombre en la Universidad de Harvard, cuyo primer ganador fue el Dr. Wendell Meredith Stanley.